# Caio Calpetano Râncio Sedato
Caio Calpetano Râncio Sedato ou Sedado (em latim: Gaius Calpetanus Rantius Sedatus) foi um senador romano nomeado cônsul sufecto para o período de março a abril de 47 com Marco Hordeônio Flaco. Era filho de Caio Calpetano Estácio Rufo, sucessivamente "curator operorum publicorum" e "curator riparum et alvei Tiberis" em Roma.

## Carreira
Seu primeiro cargo conhecido foi de "curator tabullarium publicorum" em 45, cargo reservados a senadores de status pretoriano. Pouco depois, Cláudio permitiu que fosse ele fosse nomeado cônsul sufecto em 47. Depois disto, foi nomeado governador da província da Dalmácia, no comando da Legio VII Claudia e da XI Claudia.

## Família
Caio Calpetano Râncio Quirinal Valério Festo, cônsul sufecto em 71, era seu filho adotivo.